# 田中洋之
田中 洋之（たなか ひろゆき、1971年4月22日 - ）は、日本のアニメーション演出家、アニメ監督。神奈川県出身。
マッドハウス、WIT STUDIOで数々の作品の演出、助監督を務める。2007年の『CLAYMORE』で初監督。

## 参加作品

### テレビアニメ
- YAWARA! a fashionable judo girl!（1989年-1992年、演出助手・制作進行）
- D・N・A² 〜何処かで失くしたあいつのアイツ〜（1994年、演出）
- モンタナ・ジョーンズ（1994年-1995年、演出）
- あずきちゃん（1995年-1998年、演出）
- カードキャプターさくら さくらカード編（1999年-2000年、演出）
- サクラ大戦TV（2000年、演出）
- 学園戦記ムリョウ（2001年、助監督・絵コンテ・演出）
- ちょびっツ（2002年、助監督・演出）
- 獣兵衛忍風帖 龍宝玉篇（2003年、絵コンテ・演出）
- SPACE PIRATE CAPTAIN HERLOCK OUTSIDE LEGEND ～The Endless Odyssey～（2003年、演出）
- ごくせん（2004年、演出）
- BECK（2004年-2005年、演出協力）
- 闘牌伝説アカギ 〜闇に舞い降りた天才〜（2005年-2006年、監督助手・絵コンテ・演出）
- ケモノヅメ（2006年、演出）
- CLAYMORE（2007年、監督・絵コンテ・演出）
- 賭博黙示録カイジ（2007年-2008年、絵コンテ・演出）
- 逆境無頼カイジ 破戒録（2011年、絵コンテ）
- ギルティクラウン（2011年-2012年、助監督・絵コンテ・演出・演出補佐）
- 進撃の巨人（2013年、助監督・絵コンテ・演出）
- 甲鉄城のカバネリ（2016年、助監督・演出）
- 進撃の巨人 Season 2（2017年、助監督・演出）
- 進撃の巨人 Season 3 Part.1（2018年、助監督・演出）
- 進撃の巨人 Season 3 Part.2（2019年、演出）
- 王様ランキング（2022年、演出補佐）
- 真・侍伝 YAIBA（2025年、演出）

### 劇場アニメ
- YAWARA! それゆけ腰ぬけキッズ!!（1992年、演出助手）
- 獣兵衛忍風帖（1993年、演出助手）
- X -エックス-（1996年、助監督）
- 劇場版 HUNTER×HUNTER 緋色の幻影（2013年、絵コンテ・演出）
- 屍者の帝国（2015年、助監督）

### Webアニメ
- ヴァンパイア・イン・ザ・ガーデン（2022年、副監督）
- ムーンライズ（2025年、演出）

### その他
- PARTY7（2000年、アニメーション演出）